# Euphorbia densifolia
Euphorbia densifolia är en törelväxtart som beskrevs av Karl Heinrich Koch. Euphorbia densifolia ingår i släktet törlar, och familjen törelväxter. Inga underarter finns listade i Catalogue of Life.